# Die Liesl von der Post – Jugendsünden
Die Liesl von der Post – Jugendsünden ist ein österreichischer Fernsehfilm aus dem Jahr 2024 mit Katharina Straßer in der Titelrolle, der unter der Regie von Hans Hofer entstand. Dies ist der erste Krimikomödie der Reihe Die Liesl von der Post. Das Drehbuch von Uli Brée basiert auf dessen gleichnamigen Roman.

## Handlung
Postbotin Liesl ermittelt als Hobby-Kommissarin im Tausend-Einwohner-Dorf Öd. Beim Versuch, Magdalena Schamberger ein Paket zuzustellen, findet sie diese tot im Bett. Laut der Dorfärztin Barbara, ihrer besten Freundin, war die Todesursache Herzversagen. Liesl lässt der Fall allerdings nicht los, sie beginnt mit eigenen Nachforschungen und findet im Haus der Toten im Kasten Utensilien für BDSM, im Raum dahinter ist ein BDSM-Studio eingerichtet. Das Paket, dass Liesl zustellen sollte, enthält ein Video mit pikantem Inhalt und der Drohung letzte Warnung. In den Kontoauszügen von Magdalena findet sich eine Buchungszeile über 35.000 Euro. Pfarrer Rahul ist verzweifelt, weil er in Magdalena verliebt war und seinen Beruf für sie aufgeben wollte.
Schließlich gibt es mit Eva Krug eine zweite Tote, vermutet wird ein Suizid. Barbaras Ehemann, der ebenfalls Arzt ist, hatte Eva Psychopharmaka verschrieben. Für den neuen Postenkommandanten Magnus Tröger ist diese Erklärung ausreichend und er betrachtet die beiden Fälle als abgeschlossen. Liesl dagegen vermutet, dass Eva wie Magdalena mit Sexvideos erpresst wurde. Außerdem wird das Postauto gestohlen, das bald darauf wieder auftaucht, wobei die Pakete um das Auto verstreut herumliegen. Liesl nimmt an, dass jemand ein Paket verschwinden lassen wollte. Allerdings ergibt ein Abgleich mit der Paketliste, dass kein Poststück verloren gegangen ist.
Liesl belauscht ein Gespräch zwischen Evas Witwer Andreas Krug und Mike. Mike war früher Porno-Regisseur und hatte eine Videothek, in der er eigene Porno-Aufnahmen verliehen hatte. Mike hatte möglicherweise sowohl Eva als auch Magdalena mit alten Pornoaufnahmen der beiden erpresst. Andreas soll Mike in Sozialversicherungsangelegenheiten unterstützen, im Gegenzug lässt Mike Evas Ansehen wahren. Liesl nimmt heimlich ein Video mit.
Auf Mikes Videos findet Barbara auch Aufnahmen von ihrem Mann, der darauf Mike küsst. Barbara fühlt sich als Alibi-Frau, um seine Homosexualität zu vertuschen und kündigt ihm daraufhin an, sich scheiden zu lassen. Während Liesl Andreas auf der Fahrt zu Mike verfolgt, ruft Barbara Postenkommandanten Magnus Tröger. Andreas fordert von Mike alle Kopien der 30 Jahre alten Pornoaufnahmen mit seiner verstorbenen Frau, das Gespräch wird von Liesl und Magnus mitgehört. Mike und Andreas werden am Polizeiposten einvernommen, aber bald wieder laufen gelassen. Andreas droht Liesl, sie wegen Verleumdung zu verklagen, sollte sie Evas Ansehen wegen Informationen zu den Pornovideos schaden.
Nachdem Liesl verschwindet, ruft Barbara erneut Postenkommandanten Magnus Tröger zur Hilfe, die beiden machen sich auf die Suche nach ihr. Liesl wurde von einer maskierten Person in das BDSM-Studio von Magdalena entführt. Barbara kann ihn dort überwältigen, es handelt sich um Tobias, genannt Tobi, den Sohn von Eva. Er gesteht, seine eigene Mutter erpresst zu haben, weil sie seine Beziehung mit Magdalena nicht akzeptieren wollte. Magdalena wiederum wurde von Eva erpresst und hatte laut Tobi tatsächlich einen Herzinfarkt. Liesl schlägt vor, von einer Anzeige gegen Tobi abzusehen, weil er seine Mutter und seine Geliebte verloren hat und damit genug gestraft wäre. Eva hatte außerdem auch der Bürgermeisterin gedroht, von der ebenfalls Aufnahmen existierten. Die Bürgermeisterin gesteht den Mord an Eva und wird von Tröger verhaftet.

## Produktion und Hintergrund
Die Dreharbeiten fanden gemeinsam mit der zweiten Folge Klapperstorch vom 18. Juni bis zum 16. August 2024 in Niederösterreich statt. Hauptdrehort für den fiktiven Ort Öd war Kirchberg am Wagram bei Tulln. In Klosterneuburg wurde am Martinsfriedhof sowie am Donaustrand beim Strombad Kritzendorf gedreht. Weitere Drehorte waren der Wienerwald, Gaaden bei Mödling, Gablitz, Poysdorf, Tulbing, Bad Pirawarth und Gerasdorf.
Produziert wurde der Film von der MR Film, als Produzenten fungierten Oliver Auspitz und Andreas Kamm, Catrin Strasser war ausführende Produzentin. Unterstützt wurde die Produktion von FISAplus, dem Fernsehfonds Austria, Film in Austria (ABA) sowie dem Land Niederösterreich. Die Regie übernahm Hans Hofer, die Kamera führte Fabian Meller, die Montage verantwortete Britta Nahler, die Musik schrieben Stefan Bernheimer und Markus Gartner. Das Kostümbild gestaltete Anna Zeitlhuber, das Szenenbild Franz Hofmann und die Maske Désirée Schober und Isabella Gajcic. Die Kostüme stammten vom Kostümverleih Lambert Hofer.
Ursprünglich sollte die Reihe Die Christel von der Post heißen, um rechtliche Probleme zu vermeiden, entschied man sich für eine Namensänderung. Die Hauptrolle stand für Uli Brée bereits während des Schreibprozesses fest.
Auf ServusTV wurde der Film am 14. Dezember 2024 erstmals ausgestrahlt.